# جماعي رفح
نادي جماعي رفح الرياضي هو نادي رياضي فلسطيني من أندية قطاع غزة من محافظة رفح من أيضا أندية رفح.
تأسس عام 1981 وملعبه هو ملعب رفح البلدي الذي يشترك فيه مع أندية خدمات رفح وشباب رفح.